# Herdenkingsmunt voor de Verdediging van Tirol in 1848
De Herdenkingsmunt voor de Verdediging van Tirol in 1848 (Duits: Denkmünze für die Landesverteidigung Tirols 1848) werd op 21 december 1848 gesticht door keizer Frans Jozef I van Oostenrijk. In het revolutiejaar 1848 kwamen de Hongaren en de liberale burgers van Wenen tegen de reactionaire Oostenrijkse regering van Ferdinand I van Oostenrijk in opstand. De keizer wist zich door de conservatieve katholieke boeren van Tirol gesteund.
Op 17 mei 1848 was keizer Ferdinand zijn hoofdstad Wenen ontvlucht. Hij had zich in de veiliger Tiroolse hoofdstad Innsbruck terug moeten trekken. In Wenen maakten de revolutionairen de dienst uit. Ferdinand bleef tot augustus bij zijn trouwe Tirolers, in de tussentijd waren Russische troepen in het kader van de Heilige Alliantie Hongarije binnengetrokken om het Habsburgse gezag te herstellen. De keizer ging in augustus 1848 eerst naar Wenen, later, omdat Wenen onregeerbaar bleek, naar Olmütz. Op 2 december 1848 gaf Ferdinand de regering over aan zijn jonge neef Frans Jozef, kort daarna was de regering de situatie weer meester.
De Habsburgers eerden de vele Tiroolse vrijwilligers en de schutters die Tirol voor de Habsburgse monarchie hadden bewaard met een passende zilveren medaille. De kleuren groen en wit zijn de kleuren van Tirol.
Op de voorzijde van de door de stempelsnijder K. Lange ontworpen ronde zilveren medaille is de linksgerichte gelauwerde kop van de 18jarige keizer Frans Jozef met het randschrift "FRANZ JOSEPH I KAISER VON ÖSTERREICH". Op de keerzijde staat "DEM TIROLER LANDESVERTHEIDIGER 1848" binnen een ruitenkroon en het randschrift "MITT GOTT FÜR KAISER UND VATERLAND" en een kleine ster.
De medaille heeft een grote en onbeweeglijke beugel waar het groen-witte lint doorheen kan worden gehaald. Ze stamt nog uit de tijd van voor het later voorgeschreven driehoekig lint. De munt heeft een diameter van 30-31 millimeter en is 2 millimeter dik. De medailles wegen 13,8 tot 14,5 gram. Er zijn twee varianten van de medaille bekend, een grote en een kleinere uitvoering van 29,5 millimeter. In de loop van de 19e eeuw is men de medaille aan het gebruikelijke gevouwen lint gaan dragen.
De munt heeft een diameter van 30-31 millimeter en is 2 millimeter dik. De medailles wegen 13,8 tot 14,5 gram. Er zijn twee varianten van de medaille bekend, een grote en een iets kleinere uitvoering van 29,5 millimeter.